# Barichneumon iowensis
Barichneumon iowensis là một loài tò vò trong họ Ichneumonidae.